# روبيتشتروذ
روبيتشتروذ هي بلدية في  منطقة راين-زيغ في الجزء الجنوبي من ولاية شمال الراين-وستفاليا، المانيا. وهي تقع على بعد نحو 30 كيلومترا إلى الشرق من مدينة بون.

## المناطق
في عام 1969، بلدية وينتيرسجيد القديمة أصبحت جزءا من روبيتشتروذ. ومنذ ذلك الحين البلدية تتكون من ثلاث مناطق:
- روبيتشتروذ
- (شونينبيرج)
- (فينترشايد)

## المدن التوأم
- لونغدندال, المملكة المتحدة
- Caputh, ألمانيا
- Schenkendöbern, ألمانيا

## وصلات خارجية
- Official site (بالألمانية)